# Mușcel, Argeș
Mușcel este un sat în comuna Boteni din județul Argeș, Muntenia, România.